# 三姓穴
三姓穴（さんせいけつ）は、大韓民国済州島の済州特別自治道済州市二徒1洞にある聖地。済州島にあった耽羅国の建国者である高乙那、梁乙那、夫乙那の三神人が三姓穴から誕生した。1964年6月10日、大韓民国指定史跡第134号に指定。三姓穴は国の所有ではないため、財団法人が管理している。高乙那、梁乙那、夫乙那の三神人の末裔とされる済州高氏、済州梁氏、済州夫氏の人々によって、毎年春と秋に祭礼が行われている。

## 概要
『高麗史』地理志に引用された『古記（朝鮮語: 고기）』によると、太古、済州島の漢拏山の北山麓の三姓穴から、高乙那、良乙那、夫乙那の三神人が湧き出てきた。三神人は、狩りをしながら暮らしていたが、ある日、済州島の東海岸に日本国から流れてきた木箱が漂着した。木箱には、三人の日本国王の娘、牛、馬、五穀の種が入っていた。良乙那、高乙那、夫乙那の三神人は、それぞれ日本国王の娘と婚姻し、農業を営み、耽羅国の生活基盤を開拓した。この高乙那、良乙那、夫乙那の三神人の末裔とされるのが済州高氏、済州梁氏、済州夫氏の人々である。